# قرحة مدارية
القرحة المدارية (بالإنجليزية: Tropical ulcer)‏ أو القرحة الوخيمة أو القرحة الاستوائية أو تعفن الغاب، هي آفة جلدية مزمنة يعتقد أن سببها ميكروبات متعددة ومتنوعة من الكائنات الحية الدقيقة، بما في ذلك المتفطرة. وهي شائعة في المناخات المدارية.
تحدث القرحة على الأجزاء المكشوفة من الجسم، وخاصة على الجانب الأمامي والخلفي للأطراف السفلية وقد تُضعف العضلات والأوتار وأحيانا العظام. هذه الآفات قد تتطور في كثير من الأحيان على جروح أو تقرحات موجودة في بعض الأحيان تبدأ من مجرد خدش.

## العلامات والأعراض
الغالبية العظمى من القرحة المدارية تحدث تحت الركبة عادة حول الكاحل. وقد تصيب أيضا الأذرع. وغالبا ما تبدأ من إصابة طفيفة ويُلاحظ أن الأشخاص الذين يعانون من سوء التغذية معرضون لخطر أكبر. وبمجرد تطورها قد تصبح مزمنة ومستقرة ولكن أيضا يمكن أن تصيب الأنسجة العميقة وقد تسبب التهاب العظام وقد يتعاظم خطرها مؤدية إلى البتر. على عكس قرحة بورولي القرحة المدارية مؤلمة جدا. تبدأ الآفات بحطاطات التهابية تتطور إلى مرض جلدي وتمزُّق مشكلةً القرحة. تشمل القروح المزمنة مساحة أكبر وقد تتطور في النهاية إلى ظهارة حرشفية بعد عشر سنوات أو أكثر.

### المضاعفات
- لون البشرة: نادرًا ما ينتج عن تعفن الغاب مضاعفات تصبغ الجلد. ومن المعروف أنه يترك الضحية بألوان مختلفة مثل الأحمر الفاتح والأزرق والأخضر، وقد يتغير نادرا إلى اللون البرتقالي.
- غزو الأنسجة العميقة: قد تنتشر العدوى عميقاً إلى الأنسجة تحت الجلد، ولكن نادرا ما تنطوي على العظام.[10]
- تقرحات مزمنة: تتميز بحافة سميكة من النسيج الليفي حول حواف القرحة.
- تقرحات متكررة: تحدث عادة عند الأطفال.
- سرطان الخلايا الحرشفية: قد تتطور بمعدل من 2 إلى 15% من القروح المزمنة التي تستمر لأكثر من ثلاث سنوات.
- الكزاز: عن طريق دخول عصيات الكزاز خلال القرحة.[بحاجة لمصدر]

## علم الأحياء الدقيقة
هناك الآن أدلة كبيرة تشير إلى أن هذا المرض هو عدوى. وقد تم مؤخرا عزل المتفطّرة المقرّحة من الآفات وهي فريدة من نوعها للقرحة المدارية. الآفات المبكرة يمكن أن تكون مستعمرة أو مصابة من قبل باسيلوس فوسيفورميس [الإنجليزية] (كائن فينسنت)، والكائنات اللاهوائية والبكتيريا الملتوية. القرحة المدارية قد تحدث مع مجموعة متنوعة من الكائنات الحية وخاصة المكورات العنقودية أو العقدية. وقد ثبت أن الحالة قابلة للانتقال عن طريق التلقيح بالمواد من المرضى المصابين.

## الوقاية
تعتبر الأحذية المناسبة مهمة لمنع الصدمات. الصحة العامة الجيدة والتغذية أيضا تقلل من خطر الإصابة بالقرحة. ومن المهم أيضًا التنظيف والتطهير المناسبين والفوريين لكسور جلد الكاحل والساق.[بحاجة لمصدر] تحسين النظافة والتغذية قد تساعد في الوقاية من القرحة المدارية.

## العلاج
- المضادات الحيوية: في المراحل الأولى، البنسلين أو ميترونيدازول تستخدم مع مطهر موضعي.
- تحسين التغذية والفيتامينات.
- ضمادات غير ملتصقة ورفع الأطراف.
- الإصابة بقرحة كبيرة قد تتطلب إنضاراً تحت التخدير.
- ترقيع الجلد قد يكون مفيداً في الحالات المتقدمة لضمان عدم تقدم الآفة إلى المرحلة المزمنة.
- في الحالات القصوى، يكون البتر ضرورياً.

## علم الأوبئة
وُصفت القرحة المدارية بأنها مرض الفقراء والجياع، ومن الممكن السيطرة على تخفيف انتشارها بتحسين الظروف الاجتماعية والاقتصادية وتحسين التغذية.[بحاجة لمصدر] ويمكن أن يكون تحضُّرُ السكان عاملاً آخر، حيث أن القرحة المدارية عادةً مشكلة ريفية. استخدام الأحذية والجوارب يوفر الحماية من بدء الصدمة.[بحاجة لمصدر] على الرغم من هذا، لا يزال الأفراد عرضةً للإصابة بالقرحة الاستوائية. في بعض الأحيان يمكن حدوث الفاشيات؛ وتم تسجيل حالة واحدة في تنزانيا في عمال قطع محاصيل قصب السكر الذين كانوا حفاة. يمكن أن تصيب القرحة المدارية أيضًا زوار المناطق المدارية. وهي من الأمراض الأكثر شيوعًا بين العمال المحليين وأطفال المدارس في المناطق المدارية وشبه الاستوائية خلال موسم الأمطار وتحدث في كثير من الحالات بسبب لدغات الحشرات وسوء النظافة والالتهابات القيحية. إصابة الذكور أكثر شيوعا من الإناث.

### التوزيع الجغرافي
يُلاحظ وجود القرحة المدارية في جميع أنحاء المناطق المدارية وشبه المدارية. ويُعتبر من أكثر أمراض الجلد شيوعاً في بعض هذه البلدان، مثل بابوا غينيا الجديدة الشمالية. بل هو أيضا مشكلة متكررة بين المشردين في البلدان الاستوائية، بسبب التعرض للعناصر ونمط الحياة غير الصحية جعل السكان تحت مخاطر عالية. فتح الجلد عند استخدام الحقن غالبا ما يؤدي إلى تفاقم المشكلة.[بحاجة لمصدر]